# Torosove, Rozdilna
Torosove (în ucraineană Торосове, în ucraineană Hoffnungsfeld) este un sat în comuna Zatîșșea din raionul Rozdilna, regiunea Odesa, Ucraina. Satul a fost locuit de germanii pontici.

## Demografie
Componența lingvistică a localității Torosove
     Ucraineană (95,65%)
     Română (2,29%)
     Rusă (1,83%)
     Alte limbi (0,23%)
Conform recensământului din 2001, majoritatea populației localității Torosove era vorbitoare de ucraineană (95,65%), existând în minoritate și vorbitori de română (2,29%) și rusă (1,83%).